# Église Saint-Barthélémy de Farges-lès-Mâcon
L'église Saint-Barthélémy de Farges-lès-Mâcon est un édifice roman située sur le territoire de la commune française de Farges-lès-Mâcon, dans le département de Saône-et-Loire et la région Bourgogne-Franche-Comté.

## Protection
L'église Saint-Barthélémy est classée aux monuments historiques depuis un arrêté du 22 octobre 1913. 
En 1912, soit l'année précédant ce classement, l'Académie de Mâcon avait attiré l'attention de la Commission des monuments historiques sur la nécessité de protéger cet édifice. En effet, cette commission avait sollicité la société savante de Mâcon pour que lui soit signalées « les églises qui mériteraient un classement immédiat » dans l'arrondissement de Mâcon, en réponse de quoi l'Académie avait remis au ministère de l'Instruction publique une liste comportant « 12 monuments parmi les plus anciens et les plus intéressants » (8 à classer en totalité et 4 en partie), parmi lesquels figurait en numéro 2 : « Église de Farges (canton de Tournus), XIe siècle ».

## Historique
Construite à l'emplacement d'une chapelle citée dans les sources en l'an 930, l'église était jadis propriété du chapitre cathédral de Mâcon.
Son architecture dénote deux phases de construction : le début du XIe siècle pour le clocher et la travée qui le porte (et peut-être aussi l'abside) et la fin du XIe siècle pour la nef et ses bas-côtés.
Un peu avant la Seconde Guerre mondiale, début 1939, la paroisse de Farges-lès-Mâcon fut rattachée à celle de Lugny pour le culte (à la suite de la création de la communauté pastorale de Lugny, fondée à l'initiative de monseigneur Joseph Robert). Farges-lès-Mâcon et son église dépendent de nos jours de la paroisse de Tournus.
En 2020, ainsi que 126 autres lieux répartis sur le territoire du Pôle d'équilibre territorial et rural (PETR) Mâconnais Sud Bourgogne, l'église Saint-Barthélémy a intégré les « Chemins du roman en Mâconnais Sud Bourgogne » et bénéficié de la pose d'une signalétique spécifique.

## Description

### Extérieur
L'église construite au XIe siècle avec sa nef aveugle, éclairée latéralement par les fenêtres des bas-côtés, serait la première de ce type en Bourgogne. Elle présente une sobre façade percée de nombreux trous de boulin et ornée d'un portail encadré d'une paire de colonnes.
L'église est surmontée d'un beau clocher carré percé de nombreux trous de boulin qui présente trois niveaux dont les deux derniers sont ornés de baies géminées inscrites dans un décor de bandes lombardes. Surmonté d'une haute flèche noire, il renferme une cloche de 140 kg environ qui, fondue en 1535, figure parmi les plus anciennes cloches du diocèse d'Autun et a été classée au titre des Monuments historiques en 1932,.

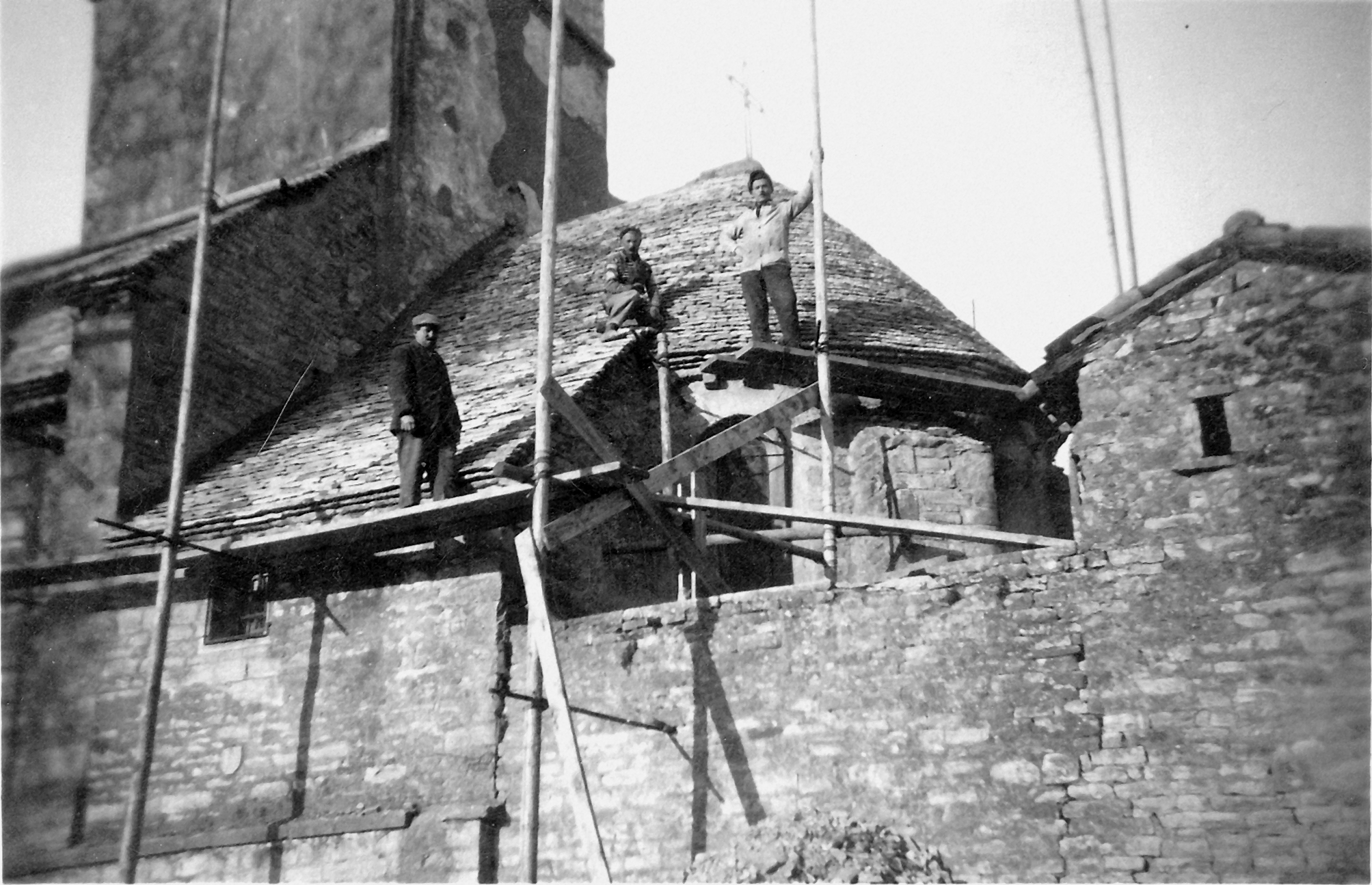
La rénovation de l'église Saint-Barthélemy en septembre 1932.
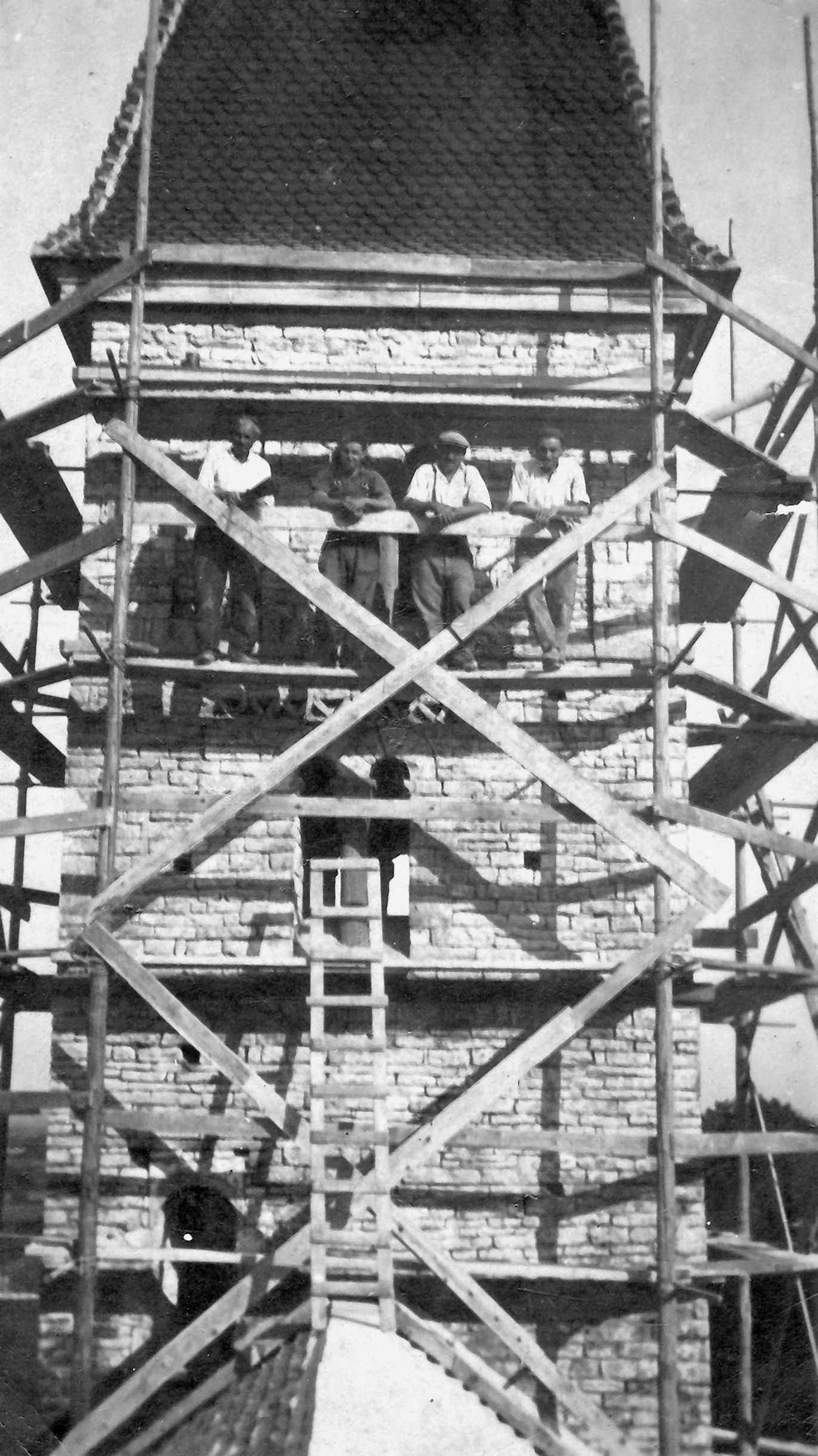
La rénovation du clocher en 1932.

### Intérieur
À l'intérieur, elle est remarquable par le vaisseau central de sa nef, qui est soutenu, comme à l'abbatiale Saint-Philibert de Tournus, par des piliers de forme cylindriques, ses bas-côtés s'appuyant également sur des demi-piliers.
On remarque à l’entrée de l’église une étrange vasque polylobée où des masques ricanant alternent avec des décors géométriques (on n’en connaît pas la provenance).
Y est visible la pierre tombale d'Anne-Marie Poulain, veuve de Jean Magnon, poète et historiographe du roi, « compagnon et ami de Molière ». « Elle avait eu trois maris successifs : le poète tournusien Jean Magnon, le marquis de Sertoville et le marquis de Digoville. » a écrit Henri Nicolas, qui précise que la propriété de Farges lui venait de son premier époux.
La restauration de 1935 a permis de retrouver le décor, classique en Mâconnais, de l’abside datant du XVe siècle, une peinture dans les tons rouge, jaune cernés de noir représentant le Christ en souverain majestueux présidant au sort de l’humanité tel qu’Il est décrit dans l’Apocalypse, entouré d’animaux du « Tétramorphe » dont il ne reste que l’aigle de saint Jean et le lion de saint Marc, le tout sur un décor de fleurettes rouges.

## Culte
Édifice consacré du diocèse d'Autun relevant de la paroisse Saint-Philibert en Tournugeois (siège à Tournus) – qui en est affectataire au titre de la loi de 1905 –, l'église de Farges-lès-Mâcon est, plusieurs siècles après sa construction, un lieu de culte catholique.